# جوني جيتر (لاعب كرة قاعدة)
جوني جيتر (بالإنجليزية: Johnny Jeter)‏ هو لاعب كرة قاعدة أمريكي، ولد في 24 أكتوبر 1944 في شريفبورت في الولايات المتحدة.

## وصلات خارجية
- جوني جيتر على موقعبيزبول رفرنس.كوم (الدوري الرئيسي) (الإنجليزية)
- جوني جيتر على موقعبيزبول رفرنس.كوم (الدوري الثانوي) (الإنجليزية)
- جوني جيتر على موقع مشجعي الرسوم البيانية (الإنجليزية)